# Neoguelfismo

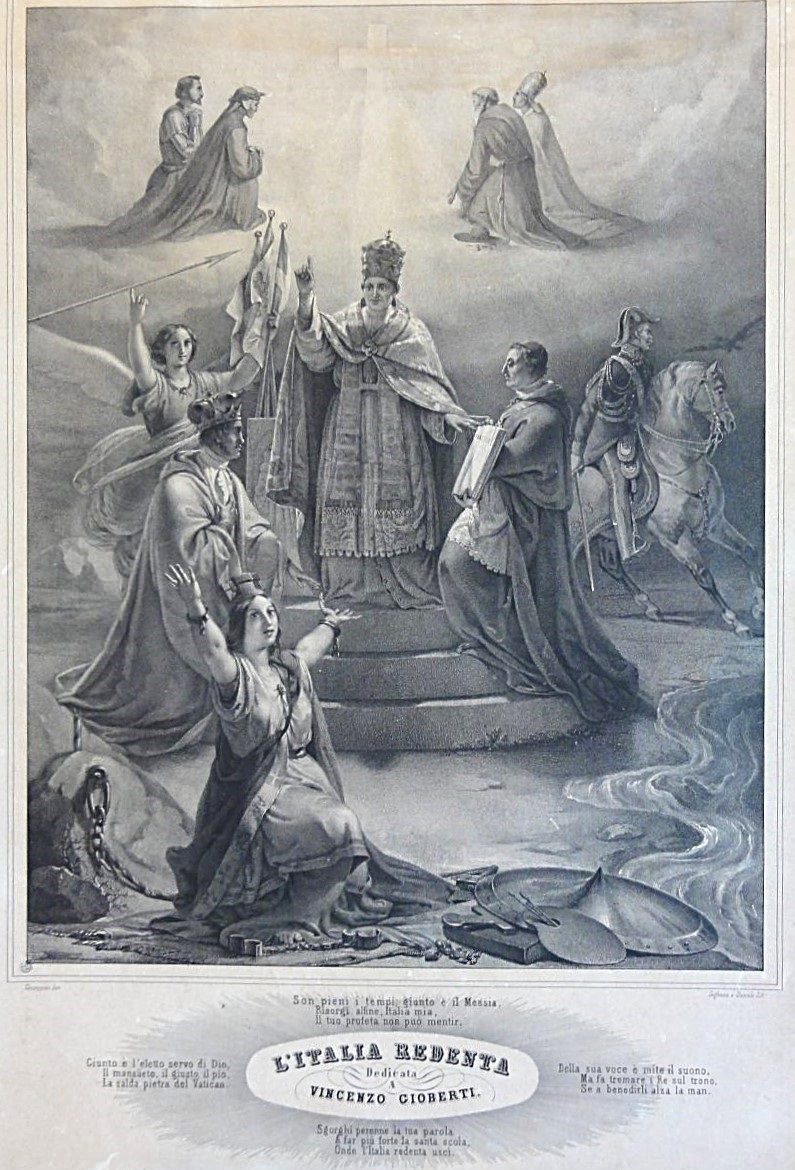
L'Italia turrita sciolta dalle catene, benedetta da papa Pio IX circondato da Leopoldo II di Toscana e dal Re Carlo Alberto, in un'incisione dedicata al neogluelfismo di Gioberti (1846)

Il neoguelfismo è stato un movimento culturale e politico che si affermò in Italia, in ambito cattolico e liberale, nei primi decenni del XIX secolo, quando maturarono e si confrontarono riflessioni e proposte su tempi e modi per realizzare l'unificazione italiana.
Esso si richiamava al retaggio culturale dei guelfi medievali, che riconoscevano al papa un'autorità superiore a quella imperiale, traducendolo in un'ostilità alle intromissioni dello Stato in materia di libertà religiosa.
Prestandosi tuttavia ad ambiguità, la parola neoguelfismo per estensione viene ancora utilizzata polemicamente per indicare un atteggiamento clericale e il proposito di rafforzare o restaurare la presenza attiva della Chiesa nella vita politica di un Paese.

## Storia e concezione
Il termine, inizialmente elaborato dai suoi critici laici e repubblicani quali Guglielmo Pepe e Giuseppe Ferrari per attribuirvi un carattere reazionario, finì per essere accettato anche dai suoi adepti.
Formulato teoricamente da Vincenzo Gioberti, nella sua opera Del primato morale e civile degli italiani del 1843, aveva come programma la realizzazione dell'unità italiana sulla base di una confederazione di stati, ciascuno governato dal proprio principe, sotto la presidenza del papa.
Erano presenti, inoltre, propositi di riforma della Chiesa in senso liberale e democratico, di federalismo e valorizzazione delle autonomie, nell'ottica di una separazione tra Stato e Chiesa che salvaguardasse la libertà di religione.
Non si trattava di un semplice ritorno alle posizioni del guelfismo storico contrapposte a quelle ghibelline, perché in esso confluivano elementi tipici del Romanticismo allora in voga, che prospettava la possibilità di conciliare la tradizione con l'innovazione, gli ideali liberali con la riscoperta delle radici spirituali del popolo italiano, dando quindi valore ai tratti nazionali e popolari della patria, nonché il cristianesimo col progresso, la fede con la scienza.
Anche il progetto federalista di unificazione dell'Italia, che riformulava in senso religioso quello laico di Cattaneo, si basava sull'intento di tutelare le differenze storiche e culturali tra i vari Stati preunitari, provenienti dall'esperienza variegata dei Comuni e delle Repubbliche, opponendosi all'astratto egualitarismo illuminista.
Il neoguelfismo di Gioberti era in sostanza imperniato su un cattolicesimo popolare,  inteso come religione identitaria degli italiani, e si mostrò pertanto ostile a quei tratti conservatori e reazionari che egli, influenzato in particolare dal mazzinianesimo, vedeva impersonati dai gesuiti, il cui oscurantismo a suo dire avrebbe reso controproducente la difesa dei privilegi più elitari del clero.
Il papato doveva piuttosto farsi motore del rinnovamento italiano, non solo politico ma morale, ed il suo ecumenismo poteva ben accordarsi con l'idea di nazione, poiché «l'Italia fu sempre la più cosmopolitica delle nazioni» come egli afferma in un capitolo del Primato.

### Altri fautori del movimento
Tra gli altri fautori di tale movimento si possono citare Antonio Rosmini, Vincenzo d'Errico e l'abate Luigi Tosti che nel 1887 tentò, senza successo, di favorire un accordo tra Chiesa e Stato italiano che ponesse fine alla questione romana.
Elementi di neoguelfismo si possono trovare anche in altri esponenti del cattolicesimo liberale come Cesare Balbo, Gino Capponi, Tullio Dandolo, Carlo Matteucci ed Alessandro Manzoni, il quale ad esempio, nella poesia Marzo 1821, incluse la comune appartenenza cattolica nella definizione identitaria della nazione italiana: «una d'arme, di lingua, d'altare, di memorie, di sangue, di cor».
A costoro si contrapposero i neoghibellini, come Cattaneo, Niccolini, Giusti, Guerrazzi.

## Metonimia
Il termine è stato usato anche in tempi più recenti per indicare gli appartenenti ad un gruppo di intellettuali cattolici che, spesso esuli in Svizzera, militarono clandestinamente contro il regime fascista. Tra i membri di questo gruppo troviamo il futuro politico democristiano Piero Malvestiti.
Nel XXI secolo molti elementi del neoguelfismo storico sono riscontrabili nelle molteplici attività dell'Arciconfraternita di Parte Guelfa particolarmente produttiva nella salvaguardia ambientale e paesaggistica.